# 1751 en arts plastiques
| Années des arts plastiques : 1748 - 1749 - 1750 - 1751 - 1752 - 1753 - 1754    |
| Décennies des arts plastiques : 1720 - 1730 - 1740 - 1750 - 1760 - 1770 - 1780 |

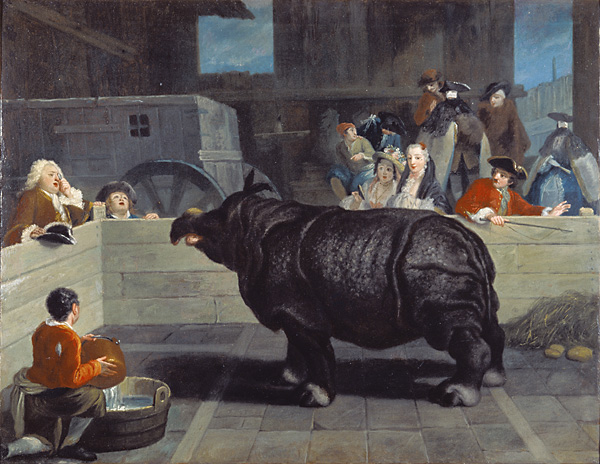
Clara le Rhinocéros au Carnaval de Venise en 1751, tableau de Pietro Longhi.

Cette page concerne l'année 1751 en arts plastiques.

## Naissances
- 7 janvier : François Dumont, miniaturiste lorrain puis, après 1766, français († 27 août 1831),
- 15 février : Johann Heinrich Wilhelm Tischbein, peintre allemand († 26 février 1829),
- 10 mars : Jean-Jacques Hauer, peintre allemand († 3 juin 1829),
- 2 mai : Charles-François-Adrien Macret, dessinateur et graveur français († 24 décembre 1783),
- 11 mai : Ralph Earl, peintre américain († 16 août 1801),
- 17 juillet : Jacques-Antoine-Marie Lemoine, peintre français († 7 février 1824),
- 26 août : William Grimaldi, miniaturiste anglais († 27 mai 1830),
- 6 octobre : John Webber, peintre anglais († 29 avril 1793),
- 9 octobre : Antoine Louis François Sergent dit Sergent-Marceau, peintre, graveur et aquatintiste français († 24 juillet 1847),
- 31 décembre : Johann Baptist von Lampi, peintre autrichien d'origine italienne († 11 février 1830).
- ? : Agostino Cappelli, architecte, sculpteur et peintre italien († 1831).

## Décès
- 2 janvier : Livio Retti, peintre baroque italien (° 30 novembre 1692),
- 29 janvier : Jacob van Schuppen, peintre baroque autrichien d'origine néerlandaise (° 26 janvier 1670),
- 2 février : Gilles Allou, peintre français (° 1670),
- ? : Giovanni Domenico Lombardi, peintre baroque italien (° 1682).